# Arctia conjuncta
Arctia conjuncta är en fjärilsart som beskrevs av Leo Schwingenschuss 1935. Arctia conjuncta ingår i släktet Arctia och familjen björnspinnare. Inga underarter finns listade i Catalogue of Life.